# 梧桐河 (松花江)
梧桐河位于中华人民共和国黑龙江省东北部，是松花江左岸支流。河名系女真语“乌屯”（转写：oton）的音转，意为“槽盆”，因河岸坡陡如槽而得名。梧桐河发源于鹤岗市东山区与萝北县交界处小兴安岭邵家店北沟，作为东山区与萝北县的界河，蜿蜒向东南流，纵贯萝北县鹤北林业局、宝泉岭农场管辖区，过东山区东方红乡小山村小山亮子后成为东山区与汤原县之间的界河，左岸为汤原县梧桐河农场，最后于梧桐河农场场直社区（南屯）以南汇入松花江。河流全长160千米，流域面积4565平方千米，河道平均比降1‰，年均径流量11.35亿立方米。梧桐河上游两岸森林茂密，富有森林资源和黄金。下游是中国重要的商品粮基地，盛产优质大麦、小麦、玉米、大豆、水稻等农产品。